# Tarik Glenn
Tarik Glenn (Cleveland, 25 maggio 1976) è un ex giocatore di football americano statunitense che ha militato nel ruolo di offensive tackle nella National Football League.

## Biografia
Dopo avere giocato al college a football a California, Glenn fu scelto come 19º assoluto nel Draft NFL 1997 dagli Indianapolis Colts. Vi giocò per tutta la carriera professionistica, non saltando una sola gara come titolare in dieci anni. Fu convocato per il Pro Bowl in tutte le sue ultime tre stagioni (2004-2006), ritirandosi dopo la vittoria del Super Bowl XLI contro i Chicago Bears.

## Palmarès

### Franchigia
- Super Bowl : 1

Indianapolis Colts: Super Bowl XLI
- American Football Conference Championship: 1

Indianapolis Colts: 2006

### Individuale
- Convocazioni al Pro Bowl: 3

2004, 2005, 2006
- PFWA All-Rookie Team - 1997

## Statistiche
| Partite totali      | 154 |
| Partite da titolare | 154 |